# Heinrich Bräm (Architekt)
Heinrich Bräm (geboren am 2. September 1887 in Zürich; gestorben am 13. August 1956 ebenda) war ein Schweizer Architekt. Er ist nicht zu verwechseln mit seinem Namensvetter Heinrich Bräm, der im 19. Jahrhundert ebenfalls in der Region Zürich als Architekt wirkte.

## Leben
Heinrich Bräm absolvierte eine Lehre bei dem Architekturbüro Pfleghard & Haefeli in Zürich und arbeitete danach u. a. bei Bruno Möhring in Berlin. Nachdem sein Bruder Adolf Bräm (1873–1944) im Jahr 1906 ein Architekturbüro gegründet hatte, gründeten die beiden 1911 gemeinsam das Architekturbüro Gebrüder Bräm in Zürich. Während Heinrich vor allem für die Entwürfe zuständig war, übernahm sein Bruder die kaufmännische und technische Durchführung. Nach dem Tod des Bruders im Jahr 1944 führte Bräm das Büro mit seinem Sohn Heinrich weiter.
Bräm pflegte enge Beziehungen zu bildenden Künstlern, darunter Otto Meyer-Amden, Paul Bodmer, Hermann Huber, Reinhold Kündig und Otto Kappeler. Als Mitglied der Ausstellungskommission engagierte er sich in der Zürcher Kunstgesellschaft. Von 1931 bis 1934 war Bräm Obmann im Zentralvorstand des Bundes Schweizer Architektinnen und Architekten.
Bräm starb am 13. August 1956 an den Folgen eines Autounfalls. Er war verheiratet und hatte vier Kinder.

## Bauten

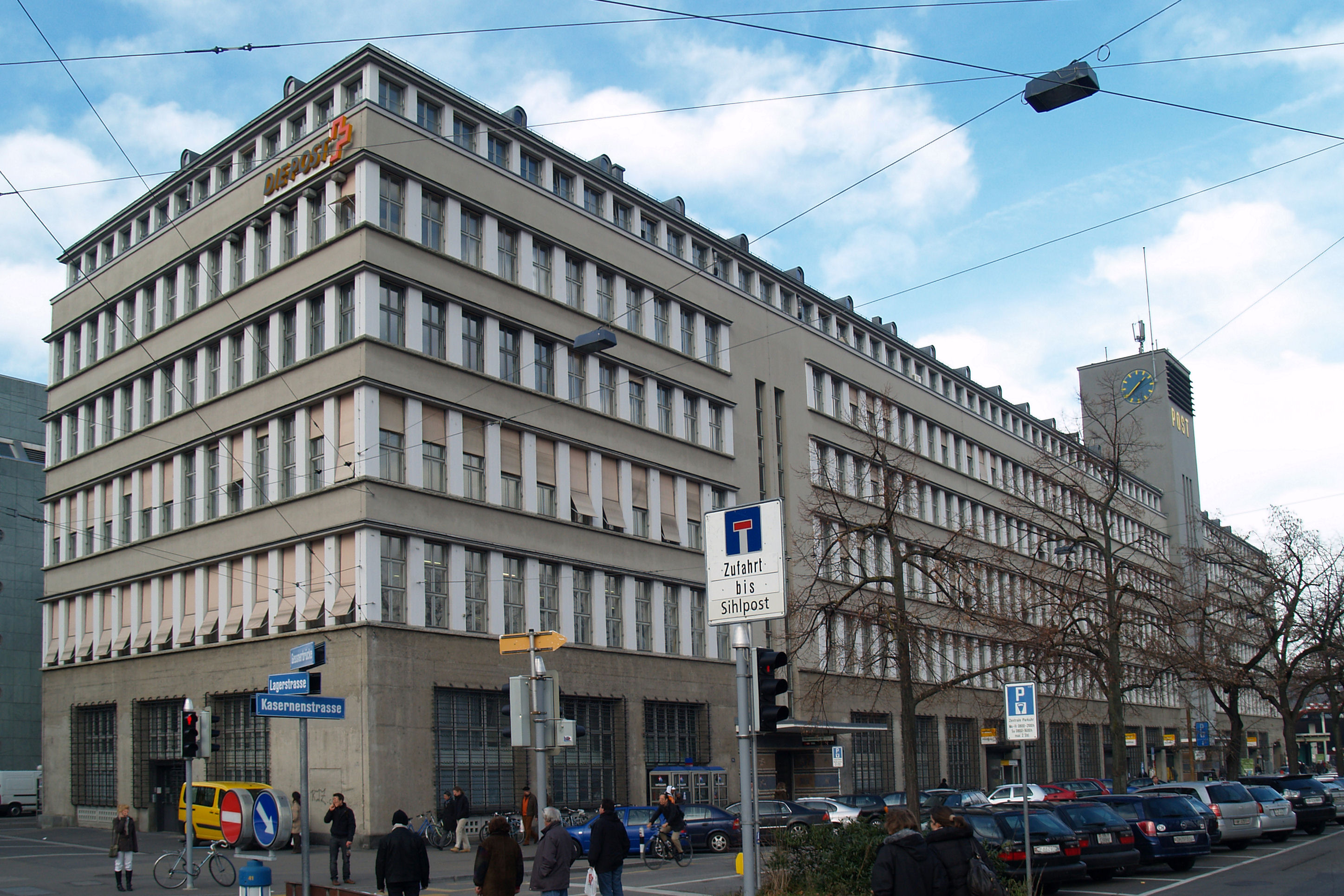
Die Sihlpost in Zürich gehört zu den bedeutendsten Gebäuden von Bräm

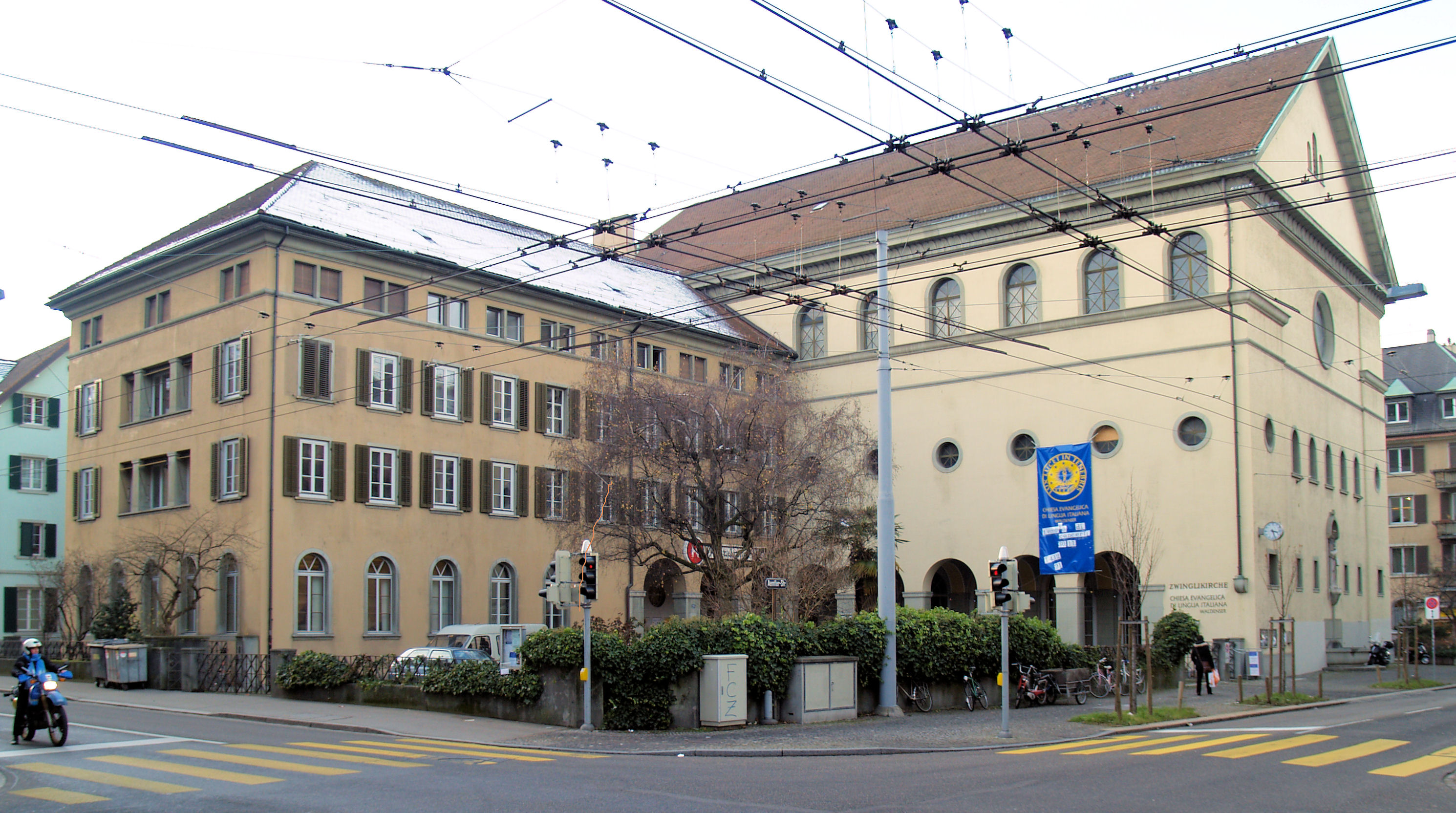
Das Zwinglihaus in Zürich gehört zu den Kirchenbauten Bräms

Bräms Architekturbüro plante und führte aus:
- 1912: Schulhaus Zürich-Letten[4]
- Kunsthaus Basel[1]
- 1922: Kraftwerkzentrale Wägital in Siebnen
- 1925: Zwinglihaus (Zürich)
- 1932: Altersheim Wädenswil[4]
- 1934/1935: Krankenhaus Wädenswil[4][5]
- 1937: Wohnhaus für Reinhold Kündig, Horgen[6]
- Hauptsitz Rentenanstalt Zürich[1]
- Fassadengestaltung des Maschinen- u. Schalthauses Kraftwerk Wägital[7]
- ca. 1935: Viktoriahaus Zürich[1]
- 1951–1954: Umbau und die Erweiterung des Krankenhauses Horgen[4]
- Heimgenossenschaft Zürich[1]
- Wohnkolonie Glattal[1]
- Sihlpost, Zürich[1]
- Umbau des Zürcher Zunfthauses «zum Rüden»
- Erziehungsanstalt Regensberg
- Ausbau/Umbau Bezirksspital Affoltern am Albis[1]

Nicht realisierte Entwürfe
- 1909: Kantonalbank, Chur (mit Fritz Grimm)[7]
- Stadthaus Solothurn[1]
- Krematorium Nordheim, Zürich[1]